# Lovebox (альбом)
Lovebox — четвёртый студийный альбом лондонского электронного дуэта Groove Armada. Пластинка вышла 21 января 2003 года,

## Об альбоме
Lovebox сочетает в себе разнообразные музыкальные стили, включая рок-музыку и хаус.
Композиция «Madder» попала в саундтрек видеоигры Rayman 3, став её открывающей музыкальной темой.

## Список композиций
1. «Purple Haze» — 4:04
2. «Groove Is On» — 4:18
3. «Remember» — 5:31
4. «Madder» — 5:22
5. «Think Twice» — 5:59
6. «The Final Shakedown» — 6:10
7. «Be Careful What You Say» (UK Bonus Track) — 5:06
8. «Hands of Time» — 4:22
9. «Tuning In» — 5:12
10. «Easy» — 5:52
11. «Lovebox» — 5:41
12. «But I Feel Good» — 5:18
13. «Think Twice» (Tiefschwartz Remix) (Asia Bonus Track)

### Бонус диск
1. «Chicago» (Live)
2. «I See You Baby» (Fatboy Slim Remix)
3. «Suntoucher» (Nextmen Submarine Remix)
4. «Easy» (GA’s Shake Shake Remix)
5. «Fairport 2»
6. «But I Feel Good» (Audio Bullys Dr. Feelgood Mix)